# Guillaume en Bavière
Titres
Duc en Bavière
16 février 1799 – 8 janvier 1837
(37 ans, 10 mois et 23 jours)
Comte palatin de Birkenfeld à Gelnhausen
31 mars 1789 – 16 février 1799
(9 ans, 10 mois et 16 jours)
Guillaume en Bavière (en allemand : Wilhelm in Bayern), comte palatin de Birkenfeld-Gelnhausen, est né le 10 novembre 1752 à Gelnhausen et mort le 8 janvier 1837 à Bamberg. Il est duc en Bavière de 1799 à 1837 et duc de Berg de 1803 à 1805.

## Biographie

### Famille
Né à Gelnhausen en 1752, Guillaume est le second fils et le quatrième des huit enfants de Jean de Birkenfeld-Gelnhausen et de Sophie-Charlotte de Salm-Dhaun. À sa naissance, il est comte palatin de Birkenfeld à Gelnhausen. La 15 août 1769, il se convertit au catholicisme. En 1778, Guillaume devient membre honoraire de l'académie bavaroise des sciences. Il réside à Landshut où il commande de redessiner sa résidence par Karl Albert von Lespilliez. Guillaume épouse le 30 janvier 1780 à Mannheim, Marie-Anne de Deux-Ponts-Birkenfeld (née à Schwetzingen le 18 juillet 1753 et morte à Bamberg le 4 février 1824), fille de Frédéric-Michel de Deux-Ponts-Birkenfeld et Françoise de Palatinat-Soulzbach. Elle est la sœur du duc de Deux-Ponts Charles II Auguste et du futur roi Maximilien Ier de Bavière.
De leur union naissent trois enfants, titrés comte et comtesse palatins de Birkenfeld à Gelnhausen puis, à partir de 1799, duc et duchesse en Bavière :
- Un fils mort-né le à Lanshut le 6 mai 1782 :
- Marie-Élisabeth en Bavière (Landshut 5 mai 1784 - Paris dans l'ancien 10e arrondissement 1er juin 1849), elle épouse à Paris (ancien 1er arrondissement), le 9 mars 1808 Louis Alexandre Berthier, prince et duc de Neuchâtel et Valangin, prince de Wagram (Versailles 20 novembre 1753 - Bamberg 1er juin 1815) ;
- Pie Auguste en Bavière (Landshut 1er août 1786 - Bayreuth 3 août 1837), duc en Bavière en 1837, épouse à Bruxelles, le 26 mai 1807 Amélie Louise d'Arenberg (Paris 10 avril 1789 - Bamberg 4 avril 1823), dont un fils.

Lorsque son frère aîné Jean Charles Louis de Birkenfeld-Gelnhausen meurt, sans alliance ni postérité, le 31 mars 1789, Guillaume lui succède comme comte palatin de Birkenfeld à Gelnhausen.
Le 16 février 1799, lorsque son cousin (et beau-frère) accède au trône de Bavière, Guillaume de Bavière devient duc en Bavière. Il reçoit par un contrat d'apanage du 30 novembre 1803, le duché de Berg, que la Bavière cède de nouveau à la Prusse par additif au contrat d'alliance de Brunn, signé à Schönbrunn le 16 décembre 1805, en échange du margraviat d'Ansbach.
Allié à la France Napoléonienne qui a fait de la Bavière un royaume en 1805, le roi Maximilien Ier marie sa fille aîné au fils adoptif du souverain Français tandis que Guillaume donne sa fille en mariage au prince souverain de Neuchâtel (qui n'est autre qu'un maréchal de France). Cependant, quand il est question de marier le prince royal de Bavière à une Napoléonide, le souverain Bavarois réagit prestement en mariant son fils à une princesse Allemande à l'arbre généalogique irréprochable. De même, il saura prendre ses distances avec l'Empire Français quand sonnera pour ce dernier l'heure de la défaite. Pour mieux  se rapprocher de l'Europe de la restauration, il mariera ses filles aux têtes couronnées d'Europe. A la même époque, le prince de Neuchâtel meurt à Bamberg dans des conditions mal éclaircies. Toutes ces bassesses dynastiques et politiques aigriront le caractère du fils du duc en Bavière qui développera une profonde misanthropie, se révèlera colérique voire violent.
Guillaume en Bavière meurt à Bamberg, le 8 janvier 1837, à l'âge de 84 ans. Il est initialement inhumé en l'abbaye de Banz le 14 janvier 1837, puis en 1883, lors de la dissolution de la crypte familiale de Banz, à l'abbaye de Tegernsee. Son fils le suit de peu dans la tombe.
Guillaume en Bavière est l'arrière-grand-père de la célèbre Sissi qui nait l'année de sa mort et de la duchesse d'Alençon. La famille grand-ducale luxembourgeoise et les familles royales italienne et belge sont des descendantes de Guillaume en Bavière.

## Honneur
- Chevalier de l'ordre de Saint-Hubert (Bavière).

## Titulature
- 10 novembre 1752 — 31 mars 1789 : Son Altesse Sérénissime le comte palatin Guillaume de Birkenfeld à Gelnhausen ;
- 31 mars 1789 — 16 février 1799 : Son Altesse Sérénissime le comte palatin de Birkenfeld à Gelnhausen ;
- 16 février 1799 — 14 janvier 1837 : Son Altesse Royale le duc en Bavière.